# Ким (роман)
Ким је роман енглеског писца Радјарда Киплинга, добитника Нобелове награде. Први пут је објављен у наставцима, у McClure's Magazine, од децембра 1900. до октобра 1901. као и у Cassell's Magazine од јануара до новембра 1901. године, а први пут је објављен у облику књиге од стране Macmillan Publishers Ltd у октобру 1901. године. Прича се одвија у позадини Велике игре, политичког сукоба између Русије и Британије у Централној Азији. Роман је популаризовао фразу и идеју Велике игре.

## Радња
Радња се одвија после Другог авганистанског рата који је завршен 1881. године, али пре Трећег рата 1919. године, вероватно у периоду од 1893. до 1898.  Роман је познат по свом детаљном портрету људи, културе и различитих религија Индије. „Књига представља живописну слику Индије, њене обилне популације, религије и сујеверја, као и живот на базарима и на улици. 

## Признања
Године 1998. Модерна библиотека је Ким поставила на 78. место на својој листи 100 најбољих романа на енглеском језику 20. века.  Године 2003. књига је уврштена на Би-Би-Си-јев преглед The Big Read о "најомиљенијем роману" у Великој Британији. 

## Резиме радње
Ким (Кимбал О’Хара)  је сироче, син ирског војника (Кимбал О’Хара старији, бивши наредник, а касније запослен у индијској железничкој компанији) и сиромашне мајке Иркиње (бивша дадиља у пуковниковом домаћинству) који су обоје умрли у сиромаштву. Живећи као скитница у Индији под британском влашћу крајем 19. века, Ким зарађује за живот просећи и обављајући мале послове по улицама Лахора. Повремено ради за Махбуба Алија, паштунског трговца коњима који је један од домаћих оперативаца британске тајне службе. Ким је толико утопљен у локалну културу да мало ко схвата да је он бело дете, иако носи пакет докумената од оца које му је поверила Индијка која се бринула о њему.
Ким се спријатељи са остарелим тибетанским ламом који је у потрази да се ослободи Точка ствари проналазећи легендарну ″Реку стреле″. Ким постаје његов chela, или ученик, и прати га на његовом путовању. На путу, Ким случајно сазна за делове Велике игре и Махбуб Али га регрутује да пренесе поруку шефу британске обавештајне службе у Умбали. Кимово путовање са ламом дуж Великог пута је прва велика авантура у роману.
Игром случаја, пуковни капелан Кимовог оца идентификује Кима по његовом масонском сертификату, који носи око врата, и Ким је насилно одвојен од ламе. Лама инсистира да Ким треба да се придржава плана капелана јер верује да је то у Кимовом најбољем интересу, а дечака шаљу у енглеску школу у Лакнау. Лама, бивши опат, финансира Кимово образовање. Ким је подељен између љубави према свом лама господару и његове жеље да постане тајни агент, и његове природне независности као слободног духа.
Током година у школи, Ким остаје у контакту са светим човеком којег је заволео. Ким такође одржава контакт са својим везама у тајним службама и обучава се за шпијунажу (да буде истраживач) док је на одмору из школе, од стране Лурган Сахиба, неке врсте доброћудног Фагина,  у златари у Симли. Као део свог тренинга, Ким гледа у послужавник пун помешаних предмета и белешки које су додају или одузимају, забава која се и даље зове Кимова игра, такође и Игра драгуља. Остали делови ове обуке су прерушавање и пажљиво проучавање индијског становништва, као и карактеристично одевање, понашање и „чак и како пљују“ да би се сакрили или открили прерушени.
После три године школовања, Ким добија именовање у влади како би могао да почне да учествује у Великој игри. Међутим, пре него што ово именовање почне, добија заслужени одмор. Ким се поново придружује лами и по налогу Кимовог надређеног, Хури Чандер Мукерџија, они путују на Хималаје како би Ким могао да истражи шта раде неки руски обавештајци.
Ким добија мапе, папире и друге важне ствари од Руса, који раде на поткопавању британске контроле над регионом. Мукерџи се спријатељи са Русима на тајном задатку, делујући као водич, и осигурава да они не поврате изгубљене предмете. Ким, уз помоћ неких носача и сељана, помаже да се спаси лама.
Лама схвата да је залутао. Његова потрага за Реком Стреле требало би да се одвија у равницама, а не у планинама, и наређује носачима да их врате назад. Ким доставља руске документе Хури, а забринути Махбуб Али долази да провери Кима.
Лама проналази своју реку и уверен је да је постигао просветљење и жели да га подели са Кимом. Међутим, није откривено шта се даље дешава са њима.

## Ликови
- Кимбал "Ким" О’Хара – сироче, син ирског војника; "сиромашни белац, најсиромашнији од сиромашних"
- Тешо Лама – тибетански лама, бивши игуман манастира Сух-зен у западним Хималајима, на духовном путовању
- Махбуб Али – познати паштунски трговац коњима и шпијун Британаца [8]
- Пуковник Крејтон - официр британске војске, етнолог и шпијун
- Лурган Сахиб - Симла трговац драгим камењем и шпијун
- Хури Чандер Мукхерџи (Хури Бабу, такође Бабу) – бенгалски обавештајни оперативац који ради за Британце; Кимов директни претпостављени
- жена Кулу (Сахиба) - стара племенита дама на брду, Рајпут, која се настанила близу Сахаранпура у равници.
- Жена из Шамлеха (Лиспет) која помаже Киму и Лами да избегну руске шпијуне и врате се у равницу
- стари војник – Сик Рисалдар (домаћи официр) који је био лојалан Британцима током побуне
- Велечасни Артур Бенет - капелан Енглеске цркве Маверика, ирског пука којем је припадао Кимов отац
- Отац Виктор – римокатолички капелан Маверика
- проститутка из Лакнауа којој Ким плаћа да му помогне да са прикрије
- фармер из Камбоха чије болесно дете Ким помаже да се излечи
- Хунифа – чаробница која изводи ритуал призивања ђавола како би заштитила Кима
- Е.23 – шпијун Британаца коме Ким помаже да избегне хапшење
- Краљевски лојални мускетари Њеног Величанства, познати и као Маверикси – измишљени ирски пук британске војске који се такође помиње у Киплинговој новели „Побуна Маверикса“

## Локације које се помињу у роману
- Киплингов отац Џон Локвуд Киплинг био је кустос старог, оригиналног музеја Лахора, и описан је у сцени у којој Ким упознаје ламу. Садашња зграда Лахор музеја је завршена касније.
- Топ испред музеја у Лахору описан у првом поглављу је постојећи комад који се зове Замзама, који се понекад назива и Кимов топ.
- „Капија харпија“, где Махбуба Алија онесвешћују и претражују издајничка проститутка „Цвет ужитка“ и њен „кашмирски“ макро, још увек постоји у старом граду Лахору у Пакистану. Позната је као "Хира Манди" и налази се у области Такали капије. Тамо је проституција и даље уобичајена. [9]
- Ким сања о "Црвеном бику у зеленом пољу" којег препознаје када угледа заставу војне формације бика на зеленој позадини. Формацијска застава се и даље користи од стране војне формације у кантону Амбала у Индији. Чак и у књизи формацијска застава је припадала једној установи у Амбали. Жути бик у црвеном пољу је ознака на рукаву за формацију индијске војске Делхија и Раџастана. [10]
- Jang-i-Lat sahib (урду: Господар рата/главни командант) који долази на вечеру код пуковника. Крејтонова кућа је у ствари заснована на кући стварног генерала британске индијске војске, фелдмаршала лорда Робертса од Кандахара, који је био познат и Џону Локвуду и Радјарду Киплингу. [11]
- Школа Сент Ксавиер, Лакнау, где је Ким послат да студира, је у ствари заснована на колеџу La Martinière College. [12]
- Мала Симла продавница Лурган сахиба, са свим својим антиквитетима, куриозитетима, итд, била је заснована на правој радњи, коју је некада у Симлиној чаршији водио АМ Џејкоб, особа која је можда била узор самом Лургану. [13]
- Цитат „Направићемо од вас човека у Санавару — чак и по цени да вас учинимо протестантом“ односи се на школу Лоренс у Санавару .

## Критичка оцена
Многи сматрају да је ово Киплингово ремек-дело, мишљења су различита о томе да ли се оно сматра литературом за децу или не.  Роџер Сејл, у својој историји књижевности за децу, закључује: „Ким је апотеоза викторијанског култа детињства, али сада сија као и увек, дуго након распада Царства...“ 

## Адаптације

### Филм и телевизија
- Филмска адаптација романа МГМ-а, коју је режирао Виктор Савил, а продуцирао Леон Гордон, објављена је 1950. године. Адаптирали су га Хелен Дојч и Леон Гордон, а главне улоге тумаче Ерол Флин, Дин Стоквел, Пол Лукас, Роберт Даглас, Томас Гомез и Сесил Келавеј. Музика Андреа Превина.
- Године 1960, једночасовна адаптација Ким-а у боји је емитована на телевизији као део НБЦ-јеве серије Приче Ширли Темпл. Тони Хејг је тумачио Ким, Мајкл Рени је играо капетана Крејтона, а Алан Напиер је играо пуковника Девлина. Епизода је објављена на ДВД-у.
- Лондон Филмс - телевизијска филмска верзија Ким-а снимљена је 1984. године. Режирао га је Џон Хауард Дејвис, а глумили су Питер О’Тул, Брајан Браун, Џон Рис Дејвис, Џулијан Главер и Рави Шет као Ким. 2006. године је објављен на ДВД-у од стране Home Video Entertainment.
- Мондо ТВ, италијанска продукцијска кућа, 2009. године произвела је анимирану серију од 26 епизода засновану на роману. [17]

### Игре
- Компјутерска игра из 2016, названа по роману, адаптирана је на основу књиге.

### Критички радови
- Benedetti, Amedeo, Il Kim di Kipling. In: "LG Argomenti", Genova, Erga, a. XLIII (2007), n. 4, pp. 17–21.
- Hopkirk, Peter. Quest for Kim: in Search of Kipling's Great Game. London: John Murray,. ISBN 0-7195-5560-4.. The author visits the locations of the novel and discusses the real-life personages that may have possibly inspired its characters.
- Wilson, Angus (1978). The Strange Ride of Rudyard Kipling: His Life and Works. New York: Viking Press. ISBN 0-670-67701-9.